# Frenelles-en-Vexin
Frenelles-en-Vexin – gmina we Francji, w regionie Normandia, w departamencie Eure. W 2013 roku liczba ludności wynosiła 1736 mieszkańców. 
Gmina została utworzona 1 stycznia 2019 roku z połączenia trzech ówczesnych gmin: Boisemont, Corny oraz Fresne-l'Archevêque. Siedzibą gminy została miejscowość Boisemont. 